# Улица Мнёвники
Улица Мнёвники (часто ошибочно Мневники) — улица на западе Москвы в районе Хорошёво-Мнёвники Северо-Западного административного округа, проходит от площади Маршала Бабаджаняна до Карамышевского проезда (фактически до развязки на пересечении ул. Народного Ополчения и проспекта Маршала Жукова). Является частью Краснопресненского проспекта.

## Происхождение названия
В 1965 году часть бывшего Хорошёвского шоссе получила название улица Мнёвники по расположению на месте, где некогда находилась деревня Мнёвники (иногда Менёвники), которая упоминается с XVII века. Расположение в излучине Москвы-реки дает основание предполагать связь названия бывшей деревни с русским диалектным словом «мень» — налим, возможно, через некалендарное личное имя. Менее вероятно предположение о специализации местных рыбаков на ловле рыбы мень, поскольку в Подмосковье обычны более общие названия по занятиям жителей: Ловцы, Рыболово, Рыбаки, а не по видам рыбы. В конце 1940-х годов деревня Мнёвники вошла в черту Москвы.

## Расположение
Улица Мнёвники начинается от площади Маршала Бабаджаняна, где также сходятся Хорошёвское шоссе, проспекта Маршала Жукова и 3-я Хорошёвская, проходит на юго-запад, слева от неё отходит 2-й Силикатный проезд, затем она соединяется со Звенигородским шоссе, поворачивает на запад, становится продолжением шоссе и фактически частью большой магистрали (Краснопресненский проспект, название пока не устоялось). Улица Мнёвники пересекает улицу Демьяна Бедного и подходит к перекрёстку улицы Народного Ополчения и проспекта Маршала Жукова, после чего магистраль продолжается как часть этого проспекта. До строительства транспортной развязки улица Мнёвники продолжалась чуть южнее и параллельно проспекту Маршала Жукова (раньше её отделял от проспекта зелёный рекреационный сквер), пересекала улицу Саляма Адиля и заканчивалась у безымянного проезда, который соединял её слева с Карамышевским проездом и Карамышевской набережной, а справа выходила на тот же проспект Маршала Жукова напротив улицы Генерала Глаголева. После строительства развязки эта часть улицы стала дублёром проспекта Маршала Жукова.

Начало улицы Мнёвники
(за перекрёстком).
Слева направо уходит
проспект Маршала Жукова,
ещё правее за кадром —
3-я Хорошёвская улица.

## Учреждения и организации
По нечётной стороне:
- № 1 — Московская городская организация Российского союза негосударственных охранных, детективных, учебных, технических, юридических, информационно-аналитических предприятий и служб безопасности (МГО РСПБ); Первый автокомбинат им. Г. Л. Краузе;
- № 7, корпус 1 — издательство «Мозаика-Синтез»; ГБУДО г. Москвы «Детская музыкальная школа имени Н. С. Голованова»;
- № 7, корпус 4 — детский сад № 1738 (для детей с нарушением опорно-двигательного аппарата);
- № 7, корпус 5 — школа № 1010;
- № 9, корпус 2 — детский сад № 2440;
- № 13, корпус 3 — детский сад № 1824;
- № 17, корпус 1 — Спецстройсвязь ГУП;

По чётной стороне:
- № 4 — колледж малого бизнеса № 48;
- № 10, корпус 1 — Центральная библиотека № 49 СЗАО;
- № 14, корпус 1 — школа № 100.

## Достопримечательности

Шинозавр в 2017 году

У дома 10, корп. 1 (также 3 и 4) был расположен Шинозавр — уникальный объект московского ЖКХ-арта, снесённый в 2022 году, несмотря на протесты жителей и обещания властей сохранить объект.